# 鉄道 (雑誌)

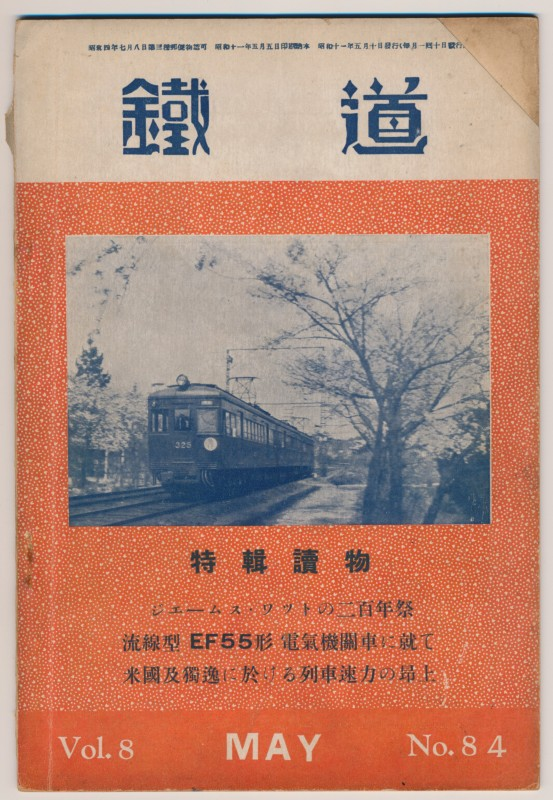
「鉄道」NO.84(1936年)表紙は阪急320形電車と桜・久保田正一撮影

鉄道（てつどう）は、1929年（昭和4年）5月から1938年（昭和13年）6月まで、模型電気鉄道研究会→模型鉄道社→国際鉄道社から発行された鉄道趣味雑誌。日本で初めての鉄道趣味を対象とした雑誌。サイズはB5判。編集長は武田弥一郎（1904年 - 1959年）であった。
1929年に大森区新井宿の資産家で鉄道趣味者の平野平四郎の資金援助を得て創刊された。当初は鉄道模型の記事がメインであったが、実物の鉄道の扱いが次第に大きくなった。現在の鉄道趣味雑誌とは違い、一般流通機構に乗っておらず、発行部数も多くて500部程度で、鉄道模型店と東京、大阪にあった直営店が主な販売先であった。
戦時体制による情勢悪化、及びそれに伴う用紙統制で発行が困難となり、第10巻105号（1938年6月20日）をもって休刊、そのまま廃刊となった。

## 編集長・武田弥一郎について
武田は東京牛込で生まれ。幼少期より自宅付近を走っていた市内電車、牛込駅や飯田町駅の汽車を見て育つ。1928年、『子供の科学』主催の展覧会に入選。この頃に模型電気鉄道研究会を設立する。1929年の『鉄道』創刊と同時に牛込区新小川町に模型鉄道社を設立する（1934年に社名を国際鉄道社に変更）。太平洋戦争中、埼玉県の大宮（現・さいたま市）に疎開。1954年、鉄道友の会の発起人の一人として設立に参加した。
1959年、胃癌のため54歳で死去。